# Even Stevens
Even Stevens är en amerikansk komediserie som visades på Disney Channel 2000-2003.
De 3 säsongerna av "Even Stevens" utspelar sig under ett och samma skolår, ett skolår som avslutas i filmen "The Even Stevens Movie" från 2003. Serien och dess skådespelare vann flera priser.

## Handling
Familjen Stevens bor i en förort till Sacramento i Kalifornien, USA. Historien kretsar mest kring den busiga och smågalna lillebror Louis Stevens, spelad av Shia LaBeouf men även kring smarta och duktiga storasyster Renee "Ren" Stevens spelad av Christy Carlson Romano. Louis älskar komedi och hans största hjältar är diverse amerikanska komiker. Han är en busets mästare och skojar ofta till det tillsammans med sina bästa vänner Tawny Dean och Alan Twitty.